# Eddy Öst
Karl Johan Edor Öst, känd som Eddy Öst, född 30 maj 1920 i Edsbyn, Ovanåkers församling i Gävleborgs län, död 13 juli 1988 i Västerviks församling i Kalmar län, var en svensk musiker (dragspelare), sångare och kompositör.
Eddy Öst tillhörde den kända musikersläkten Öst från Hälsingland. Han var son till riksspelmannen Jon-Erik Öst och hans första hustru Eda, ogift Strand. Han var också bror till Eric Öst, Carl Öst och Anna Öst samt halvbror till Ivan Thelmé.
Han är upphovsmannen bakom kompositioner som Edsbyminnen, Furuvikspolka, Gröngölingen, Idrevalsen, Lapp-hambo, Morsdagspolska, Rulltrappan och Vals vid Mårdsjön. På senare år var Eddy Öst sångare och musiker inom Pingströrelsen.
Eddy Öst var 1941–1945 gift med Elly Pettersson (1922–2001), senare Nordborg, 1946–1962 med Märta Blom (1922–1973), senare Andersson, 1962–1973 med Astrid Sjöström (1908–1985) och från 1973 till sin död med Gunilla Ernfridsson (född 1944).
Nämnas bör att flera av barnen också har verkat inom musiken, nämligen Ivan (född 1946), Irene (född 1947), Eleonore (född 1950) och Britt-Inger (född 1955).
Eddy Öst är begravd på Nya kyrkogården i Västervik.